# Никитин, Евгений Сергеевич
Евге́ний Серге́евич Ники́тин (род. 11 марта 1981, Рышканы, Молдавская ССР, СССР) — российско-немецко-еврейский поэт и прозаик.

## Биография
Родился в 1981 году в молдавском посёлке Рышканы и впоследствии жил в Кишинёве, Ставрополе. В 1997 году эмигрировал в Германию, жил в Меране, Дрездене, Унна-Массен, Шверте и Дортмунде, где работал телеведущим, дворником, разносчиком реклам, продавцом, переводчиком, преподавателем немецкого языка и куратором литературных программ. С 2003—2015 годах жил Москве, 2015—2019 годах — в Королёвё. В 2019 году эмигрировал в Израиль. Как поэт стал известен во время заката сетевой литературы в 2002—2004 годах. Первая книга вышла в 2005 году. В «толстых» журналах стал публиковаться в 2006—2007.
В качестве куратора Московского поэтического клуба (см.) при фонде поддержки культуры Stella Art Foundation (2008—2009) был задействован (наряду с кураторами Даниэлем Бирнбаумом и Евгением Бунимовичем) в координации первого в истории Венецианской биеннале поэтического проекта, в котором приняли участие Евгений Бунимович, Лев Рубинштейн, Андрей Родионов, Марк Шатуновский, Вадим Месяц, Андрей Тавров, Игорь Вишневецкий, Анна Русс, Александр Рытов, Игорь Караулов, а также поэты из Италии, США, Греции и Кипра.
В качестве куратора поэтической серии «Art-con-Text», совмещающей современное искусство и поэзию, подготовил к изданию последнюю прижизненную книгу Алексея Парщикова.
Дипломант премии «Эврика» и международного конкурса «Заблудившийся трамвай» (конкурс имени Н. Гумилева). Шорт-лист Илья-премии 2009. Лонг-лист премии «Дебют». Лонг-лист премии «Поэзия». Лонг-лист премии «НОС» за книгу «Про папу».
Участник 8-го Форума молодых писателей в Липках. Участник VI Биеннале поэтов в Москве (2009).
Участник и координатор поэтических проектов на международном фестивале современного искусства Action Field Kodra 08 (Салоники), 53 Венецианской биеннале и 2-й Салоникской биеннале 2009.
Член Союза писателей Москвы и Московского поэтического клуба.
В марте 2022 года вместе с Дмитрием Кузьминым организовал два обращения русских литераторов в поддержку украинского народа и его борьбы с российским вооружённым вторжением.

## Критика об авторе
Статьи о Евгении Никитине публиковались в журналах «Вопросы литературы» (Вопросы литературы № 5, 2008. Елена Погорелая «Голоса утопии»), «Новая реальность» (Новая реальность № 17 2010. Наталья Черных «В „Невидимой Линзе“ (о книге Евгения Никитина)») и в сети Интернет (Кирилл Анкудинов, Марк Шатуновский). Рецензии на книгу Евгения Никитина «Невидимая линза» публиковались в журналах «Знамя» (Анна Кузнецова), «Воздух» (Геннадий Каневский), «Книжное обозрение» (Данила Давыдов), «Волга» (Андрей Пермяков), «Новая реальность» (Анна Голубкова).
Анна Кузнецова:

В стихах Евгения Никитина разворачивается тонкий мир, параллельный повседневному, сотканный из отпечатков и росчерков, оставленных вещами на глазном дне: не зонт и телефон, но телефонная культя, таинственный знак на зонте… Наиболее связно этот мир выявился в стихотворении «Я начал замечать: мой добрый друг…» — которое к тому же представляет собой интересную модификацию шекспировской формы сонета.

Андрей Пермяков. Облака московского метро:

Вообще, если обратиться к зрительной, колористической составляющей книги, безусловной доминантой будет та самая, андеграундная гамма. Но это не обычная непосредственно наблюдаемая подземка, а стилизованный под арт-объект вагон марки «Яуза»: резкий, почти нестерпимый свет люминесцентных ламп поглощается типовой черно-джинсовой раскраской пассажиров оранжевой ветки. Сами едущие кажутся сделанными из папье-маше; разве что один-два из них действительно живы, и к ним пытается обращаться лирический герой, оказавшийся в том же вагоне. Однако, вглядываясь в кадр чуть дольше, мы заметим, что альтер эго автора отчего-то не отражается в стеклах, а у одного из пассажиров слишком подозрительно блестит запястье между перчаткой и рукавом куртки.

Геннадий Каневский в журнале «Воздух»:

С точки зрения поэтической техники Никитин — скорее импрессионист, чем экспрессионист: пристальное внимание к детали и умение высветить её искупают отсутствие внешней броскости.

Елена Погорелая. Голоса утопии:

В лирике Е. Никитина сказывается привычка к игре, которая, если вдуматься, уже не игра вовсе, а система сложения мира, система его понимания. Принцип видения: мозаика, монтаж кадров, сборный образ реальности, — напрямую выходит из постмодернизма, однако теперь монтируются скорее смыслы, ассоциации, нежели факты и анатомически вырезанные «чужие слова». Исходная задача Никитина — принципиально иная: не демонтировать действительность окончательно, но повернуть её к цельности. Вдохнуть душу в восстановленный механизм, выразить в слове реальность, просвечивающую сквозь мертвые модели системы.

Наталья Черных. В «Невидимой Линзе» (о книге Евгения Никитина):

Редкий случай, когда стихи смогли выразить мгновенное и зыбкое чувство, когда корень ужё мертв, но его жизнь ещё теплится в отростках. Отростки тоже гибнут, но в них ещё есть жизнь корня. Чуть более чёткое изображение этого переживания, и мир гибнет. Корень умер — ростки живы. Или корень уже умер, а ростки ещё умирают. Никитин ловит в фокус своей невидимой линзы эту золотую, уходящую жизнь. Вернее, ту её новую форму, сумрачное и светоносное послежизние, Великую Субботу, которую вполне нельзя назвать жизнью, ни смертью.

Марк Шатуновский. Четвёртый ход трехходовки:

Но наиболее интересным представляется не этот впечатляющий перечень восходящей рейтинговой значимости, а его взаимосвязь с линейным характером приобретенной им художественной рецепции… Это линейное восприятие, заменившее собой вращающуюся по кругу, цикличную магнитофонную ленту, практически лишено создающих барьеры предубеждений. Этим, в первую очередь, объясняется его приемлемость для самых непримиримых субобразований, в которые стратифицированы действующие лица обширного поэтического сообщества, и их порой совершенно несовместимых кураторов.

Леонид Костюков — о подборке в журнале «Знамя» (недоступная ссылка):

Есть ли открытия в декабрьском «Знамени»? Да, молодой Евгений Никитин. <…> достаточно 6 строк <…> для того, чтобы утвердить индивидуальный ритм, стилевую манеру, сказать что-то осмысленное и нетривиальное, воздействовать эмоционально — и все это, никуда не спеша. Орудие этого стихотворения — эллипсисы, восстанавливаемые недоговорки. Источник этих эллипсисов — доверие к читателю.

Кирилл Анкудинов признал подборку в журнале «Знамя» лучшей поэтической подборкой года (Кирилл Анкудинов. Раздача новогодних слонов / Взгляд. 31 декабря 2007 г.):

…в номинации «лучшая поэтическая подборка года» победил молодой автор из Москвы Евгений Никитин («Если посмотреть сквозь пузырек», «Знамя», № 12). Всем рекомендую ознакомиться с чудесными стихами Евгения Никитина. Есть кому продолжить дело «городских тихих лириков» — Владимира Соколова и Татьяны Бек.

### Книги
- «Зарисовки на ветру». — М.: Издательство «Икар». — 2005. — 128 с. — ISBN 5-7974-0112-6.
- «Невидимая линза». — М.: Издательство «Икар». — 2009. — 128 с. — ISBN 5-7974-0194-0.
- «Восточные семнадцать» (Поколение: Проза) — В соавторстве с Алёной Чурбановой. — М.: Издательство «Книжное обозрение». — 2011. — 100 с. — ISBN 5-86856-214-3.
- «Стэндап-лирика». — М.: Издательство «Икар». — 2015. — 96 с. — ISBN 5-9906643-2-6
- «Про папу: антироман». — М. Русский Гулливер. — 2019. — 192 с. — ISBN 5-91627-219-2

### Основные публикации
- «Знамя», № 12, 2007
- «Воздух», № 1, 2010
- «Октябрь», № 12, 2010
- «Новый берег» № 39, 2013
- «Новый берег» № 11, 2006
- «Новый берег» № 17, 2007
- «Новый берег» № 21, 2008
- «Textonly» (№ 29, 2009)
- «Альтернация»
- «Современная поэзия» (№ 3(4), 2007) (недоступная ссылка)
- «Литературная газета» (№ 42 (6194)(2008-10-15)
- Публикации в альманахах «Anno 2003» (СПб., 2003), «Literra inkognita» (М., 2005), «Новые писатели» (2009, 2010) и др.

### Переводы
- Пер. с греческого (в соавт. с Олегом Филипповым) «Заяц и сельская местность: Стихотворения Василиса Аманатидиса». — М.: Stella Art Foundation. — 2008.
- Переводы из Василиса Аманатидиса (недоступная ссылка) опубликованы в журнале «Воздух» № 4, 2008
- Переводы из Альфреда Губрана (недоступная ссылка) опубликованы в журнале «Воздух» № 3/4, 2009
- Переводы из Альфреда Губрана и Василиса Аманатидиса опубликованы в журнале «Октябрь» № 10, 2009
- Перевод стихотворения «Всем хороша игра фигурок деревянных» (английский, пер. Джона Хая см, Andrea Libin) опубликован в антологиях «Moscow Poetry Club» (Russian Gulliver Publishers, 2009)и «Making Words» (ArtBOX, 2009).